# Prise de Zarandj
Offensive des talibans de 2021
Batailles
Zarandj · Kondoz · Herat (en) · Kandahar · Lashkar Gah · Kaboul
La prise de Zarandj, la capitale de la province de Nimroz, en Afghanistan, est survenue le 6 août 2021. Selon les responsables locaux, seules la Direction nationale de la sécurité (NDS) et ses forces avaient mené une lutte contre les talibans, mais ils se sont finalement rendus aux talibans. Les responsables locaux avaient demandé des renforts mais n'avaient reçu aucune réponse. Zarandj a été la première capitale provinciale à être prise par les talibans lors de leur offensive de 2021 et la première à être capturée depuis Kondoz en 2016.
Les talibans ont rencontré peu ou pas de résistance lors de la capture de la ville de Zarandj. Les responsables du gouvernement afghan et les forces de sécurité se sont rendus ou ont fui vers l'Iran et d'autres provinces voisines.

## Contexte
Zarandj avait une présence gouvernementale minimale avant sa capture et n'a jamais été la cible d'opérations militaires internationales. En raison du manque de sécurité, elle était la plaque tournante des migrants et le centre de contrebande de l'Afghanistan avec de fréquents enlèvements. Le gouvernement n'avait pas beaucoup de pouvoir à l'intérieur de Zarandj et aucune présence à l'extérieur en 2017,.
Simultanément au retrait de la plupart des troupes américaines d'Afghanistan, les talibans avaient accru l'intensité de leur offensive en Afghanistan, prenant au moins 50 districts en mai et juin 2021. Il semblait que les talibans capturaient des districts autour des capitales provinciales, se préparant à les capturer une fois les forces étrangères parties. Dans la province de Nimroz, le district de Chakhansur (en) et le district de Delaram (en) ont été capturés près de la force préexistante des talibans dans le district de Khash Rod (en).
Les dirigeants locaux réclamaient des renforts sans réponse depuis plus d'une semaine. La division de l'armée chargée de défendre la zone, le 215e corps de l'armée nationale afghane, a décidé de se concentrer sur la défense de Lashkar Gah, capitale de la province de Helmand, laissant Zarandj faiblement défendu et vulnérable.

### Août 2021
Le 5 août 2021, le district de Kang (en) près de la ville a été capturé, provoquant une fuite de responsables gouvernementaux de la ville et une baisse du moral des forces gouvernementales afghanes. L'exécution présumée de 30 soldats par les talibans après la prise du district de Kang pourrait également avoir sapé le moral. Le manque d'attention du gouvernement central a encore abaissé le moral. La nuit avant la capture, environ 20 000 résidents de la province de Nimroz ont fui à travers la frontière vers l'Iran.
Certains responsables ont déclaré qu'un accord avait été conclu avec les talibans, permettant aux responsables de fuir vers l'Iran avec leurs familles. Le chef du conseil provincial a répondu, affirmant que les responsables avaient décidé de partir pour minimiser les pertes civiles, niant la conclusion d'un accord avec les talibans.

## Bataille
Il y avait peu de résistance à l'attaque des talibans lorsqu'ils sont arrivés vers 14 h 0 le 6 août. Les combats ont été brefs, sans renforts du gouvernement central, les forces gouvernementales se sont battues pendant deux à trois heures avant de se retirer au centre du district de Chahar Burjak (en) au sud, le dernier district de la province sous contrôle gouvernemental. Le combat a été concentré par le bureau du gouverneur et la police locale et le quartier général d'intelligence. Seule la Direction nationale de la sécurité et ses forces ont mené une lutte contre les talibans.
Une fois la bataille terminée, l'armée de l'air afghane a lancé des frappes aériennes sur le quartier général de la police et la brigade des frontières. Une frappe aérienne a touché un rassemblement de talibans, tuant apparemment 14 personnes, dont le gouverneur fantôme de la province de Nimroz, Abdul Khaliq.

## Conséquences
Après la capture, les talibans ont fait irruption dans la prison provinciale et ont libéré 350 détenus, dont 40 talibans. Les gens sont restés à l'intérieur de leurs maisons, en particulier les responsables gouvernementaux craignant des attaques de vengeance. Les publications sur les réseaux sociaux ont montré le pillage des bâtiments gouvernementaux. Selon un responsable gouvernemental, les talibans allaient de maison en maison à la recherche de responsables gouvernementaux. L'Iran a fermé la frontière en raison des combats, refoulant les afghans en fuite. Les soldats se sont enfuis en Iran pour s'échapper.
Les talibans ont poursuivi leur offensive, capturant Chéberghân le lendemain après des semaines de combats intenses. Zarandj est tombé en une journée en raison d'un manque de connexion avec le gouvernement de Kaboul et des hommes d'affaires internationaux en tant qu'intermédiaires locaux.

## Signification
La victoire des talibans a remonté le moral des combattants talibans car c'est la première capitale provinciale qu'ils ont capturée lors de l'offensive de 2021 et la première à être capturée depuis la brève prise de Kondoz en 2016, marquant une victoire symbolique. Comme la ville est très proche d'un point de contrôle frontalier et qu'elle est importante pour le commerce afghano-iranien, elle a une signification stratégique en plus d'une signification symbolique.
La ville de 160 000 habitants est une plaque tournante régionale et un passage frontalier important avec l'Iran, 420 véhicules transportant des migrants ont voyagé de Zarandj à la frontière chaque jour en juillet 2021. C'est le centre de la migration illégale en Afghanistan, un lieu où les entreprises et les intérêts illégaux gouvernent la province. La capture fournit aux talibans une autre source de revenus provenant des frais de douane, le gouvernement afghan perçoit 175 millions de dollars américains par an.
Zarandj était le dernier passage sous contrôle gouvernemental, ce qui signifie que les talibans ont pris le contrôle total du commerce entre l'Afghanistan et l'Iran. Deux autres points de passage, Islam Qala (en) et Dogaron, ont été pris début juillet et celui de Milak était déjà aux mains des talibans.